# Sereda
Sereda is een geslacht van vlinders van de familie bladrollers (Tortricidae), uit de onderfamilie Olethreutinae.

## Soorten
- S. lautana (Clemens, 1865)
- S. myodes Diakonoff, 1953